# Саркисян, Гагик Хоренович
Га́гик Хоре́нович Саркися́н (арм. Գագիկ Խորենի Սարգսյան, 6 апреля 1926 года, Ереван — 25 августа 1998 года, Москва) — советский и армянский историк, академик НАН Армении.

## Биография
Родился в профессорской семье литературоведа.
В 1943 году закончил Ереванскую армянскую среднюю школу им. Крупской (ныне им. Н. Агбаляна). С 1945 по 1946 год учился в Ереванском государственном университете. Окончил истфак ЛГУ (1950).
В 1951—1954 гг. аспирант ЛОИИ АН СССР, кандидат исторических наук (1954).
В 1954—1971 гг. сотрудник Института истории АН АрмССР, в 1962—1966 гг. заместитель директора по научной части, в 1966—1971 гг. заведующий отделом. В 1956—1962 гг. ученый секретарь Отделения общественных наук АН АрмССР.
В 1971—1994 гг. (первый) директор Института востоковедения HAH РА.
Профессор (1981). Член-корреспондент АН Армянской ССР с 1974 года, академик с 1986 года.
С 1967 по 1995 годы преподавал на факультете востоковедения Ереванского университета, занимал различные организационные посты в научной сфере[уточнить].

## Семья
- Жена — Карине Эммануиловна Худабашян — музыковед, заслуженный деятель искусств Армении.

## Научная работа
Основные труды посвящены этногенезу армян и истории древней Армении, соавтор различных школьных учебников по истории.